# 那州雪繪
那州 雪繪（那州 雪絵、1965年1月4日—）日本漫畫家。東京都出身。血型A型。代表作《夢回綠園》（OVA版動畫又名綠林寮）。

## 作品
- 智美與徹系列（1984年～1993年、花とゆめ、白泉社）

1. 妖魔來襲、全1冊、原名
2. 可愛陌生人、全1冊、原名
3. 沉默之聲、全1冊、原名

- 夢回綠園、全11冊、英文書名《Here is the Green Wood》、日文書名《[4]

（1986年～1991年、花とゆめ、白泉社）
收錄短篇……
- 「閃亮的房間」、「冒險者們」、「誰是STRANGER」、「那州雪繪的1986夏物語」（第1冊）
- 「在夢中見到你」（第9冊）
- 「內澤與我」（第11冊）

- 咆哮的荒野、全1冊、原名[5]

（1989年、花とゆめ、白泉社）
收錄短篇……「滿月兜風記」與「水妖物語」
- 天使與鑽石、2冊、原名[6]

（1992年、白泉社）
收錄短篇……「Emeraid cave－蛇之谷」
- 貓咪女孩、全1冊、原名[7]

（1993年、白泉社）
收錄天使與鑽石的完結篇
- 月光、全5冊、英文書名《Over the lights Under the moon》[8]

（1993年～1995年、白泉社）
- 魔法少女初音、全8冊、原名

（2002年〜連載中、新書館）
- 愛犬吉娃娃、1冊待續、原名《どーする!?わんこ（日语：どーする!?わんこ）》

（2003年〜連載中、竹書房）
- 夢情料理師、全1冊[9]

收錄短篇……「直到世界末日」、「如同被踏住的天使」

## 外部連結
- （日語）
- （日語）那州雪繪的X（前Twitter）